# Guillermo García González
Guillermo García González (* 9. Dezember 1953 in Santa Clara (Kuba); † 26. Oktober 1990 nahe Havanna) war ein kubanischer Schachmeister.

## Leben

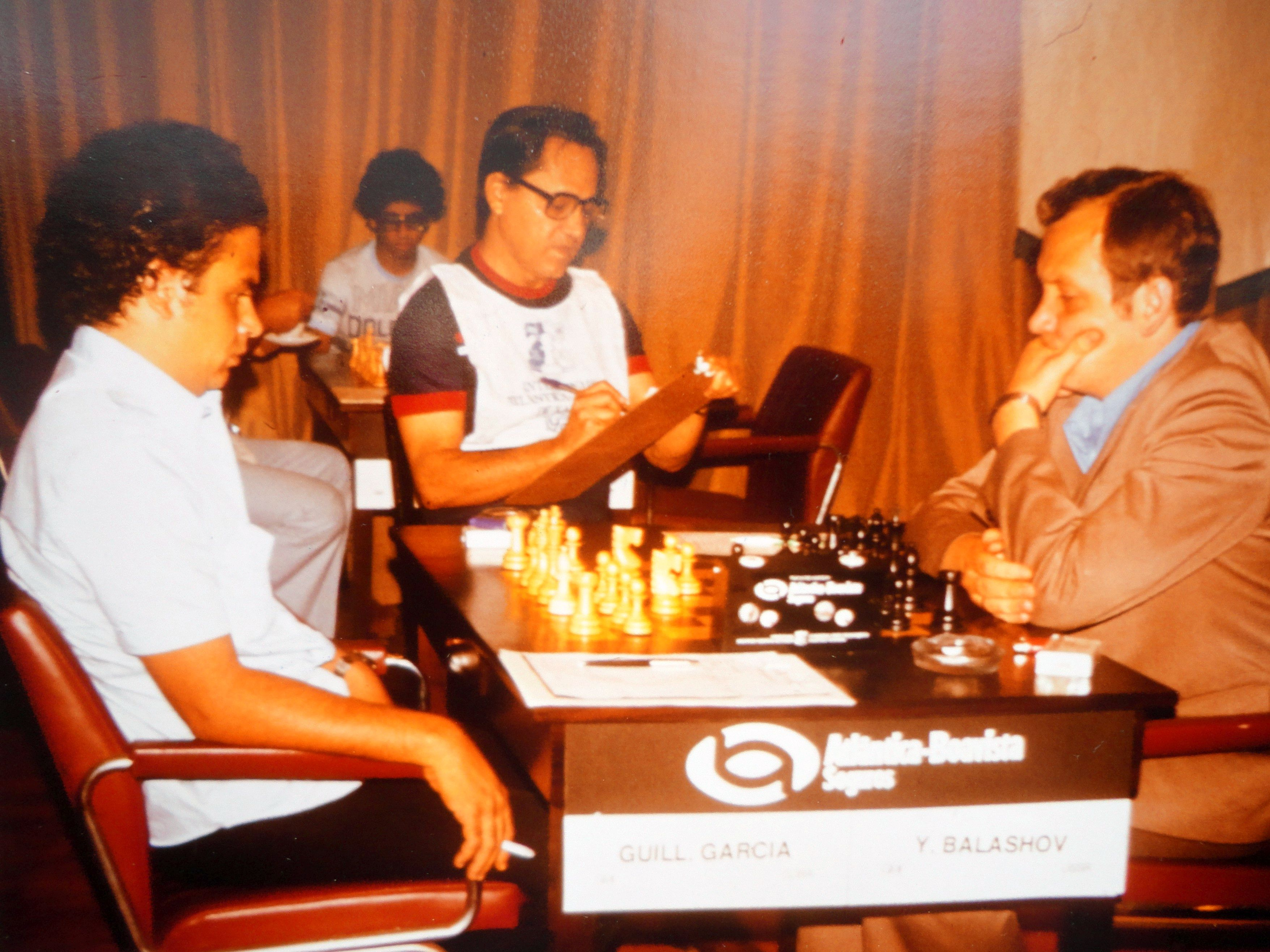
Guillermo García González und Yuri Balashov, Interzonenturnier 1979 in Rio

García erlernte die Schachregeln als Sechsjähriger. Er wurde bereits als Jugendlicher einer der führenden Spieler Kubas. Im Jahre 1973 gewann er mit 11 Punkten aus 11 Partien die kubanische Jugendmeisterschaft.
Im Jahre 1974 wurde er Internationaler Meister und 1976 Großmeister.
Nachdem er beim Interzonenturnier Rio de Janeiro 1979 in Rio de Janeiro den dreizehnten Platz belegte, verpasste er 1982 beim Interzonenturnier in Moskau bloß knapp die Qualifikation zum Kandidatenturnier.
Bis zu seinem Tod bei einem Autounfall galt er als einer der führenden kubanischen Schachspieler.
Seine Elo-Zahl zu diesem Zeitpunkt betrug 2495, womit er die Nummer vier Kubas war.

## Nationalmannschaft
García nahm mit dem kubanischen Nationalmannschaft von 1974 bis 1988 an allen sieben Schacholympiaden teil, bei denen Kuba mitspielte (die Schacholympiade 1976 wurde von Kuba boykottiert). Außerdem spielte er bei der Mannschaftsweltmeisterschaft 1989 in Luzern und bei der panamerikanischen Mannschaftsmeisterschaft 1987 in Junín. Diese gewann er mit der kubanischen Mannschaft und erreichte gleichzeitig das beste Einzelergebnis am dritten Brett.